# Siu Hong (stacja MTR)
Siu Hong (chiński: 兆康) – jedna ze stacji MTR, systemu szybkiej kolei w Hongkongu, na Tuen Ma Line. Została otwarta 20 grudnia 2003. 
Znajduje się przy Siu Hong Court, w dzielnicy Tuen Mun, w Nowych Terytoriach.